# کشتی مین‌جمع‌کن کلاس ریسکرس
کشتی مین‌جمع‌کن کلاس ریسکرس (به انگلیسی: Racecourse-class minesweeper) یک کلاس از کشتی است که طول آن ۲۳۵ فوت (۷۲ متر) می‌باشد.